# Augita egirínica
L'augita egirínica o egirina-augita és un mineral silicat, que forma part dels inosilicats de cadena simple (piroxens) i del subgrup dels clinopiroxens. El mineral és un terme mitjà de la solució sòlida que formen l'augita i l'egirina. Va ser anomenat informalment per Karl Harry Ferdinand Rosenbusch com a conseqüència que el mineral es trobava composicionalment entre l'egirina i l'augita. El mineral va ser tractat com a varietat fins que Joan R. Clark i James J. Papike el van redefinir a partir de la descripció en una nova localitat. L'any 1988, Nobuo Morimoto, J. Fabries, A. K. Ferguson, I. V. Ginzburg, Malcolm Ross, F. A. Seifert, J. Zussman, K. Aoki, i G. Gottardi van publicar un diagrama i van acotar el nom només per a composicions entre Ae80Wo20 to Ae20Wo80 (Ae = egirina i Wo = wol·lastonita).

## Característiques
L'augita egirínica és un silicat del subgrup dels piroxens (clinopiroxens). La seva fórmula química és (Na, Ca)(Fe3+,Fe2+, Mg, Al)Si₂O₆. Cristal·litza en el sistema monoclínic i presenta una duresa de 6 a l'escala de Mohs.
Segons la classificació de Nickel-Strunz, l'augita egirinica es troba classificada al grup dels silicats (i germanats), al subgrup dels inosilicats, i dins d'aquest últim al subgrup dels inosilicats amb dues cadenes periòdiques i individuals, Si₂O₆, família dels piroxens. Segons aquesta classificació, conforma el grup 9.DA. (9: silicats (i germanats); D: Inosilicats; A: inosilicats amb 2 cadenes periòdiques i individuals). Comparteix el grup 9.DA amb els minerals donpeacorita, enstatita, ferrosilita, clinoenstatita, jadeïta, clinoferrosilita, kanoïta, pigeonita, augita, diòpsid, esseneïta, hedenbergita, johannsenita, petedunnita, davisita, kushiroïta, grossmanita, omfacita, egirina, egirina-augita, jervisita, cosmoclor, namansilita, natalyita i espodumena. Segons la classificació de Dana, la jadeïta es troba classificada com a inosilicat de cadena simple sense ramificar, al subgrup de cadena simple sense ramificar W=1 amb cadenes P=2. Segons aquesta classificació, conforma el grup 65.1.3c.1 (65: inosilicats de cadena simple; 1:cadena simple sense ramificar W=1 amb cadenes P=2.